# Alizée Minard
Alizée Minard (* 6. Mai 1997 in Bayonne) ist eine französische Leichtathletin, die sich auf den Speerwurf spezialisiert hat. 

## Sportliche Laufbahn
Erste internationale Erfahrungen sammelte Alizée Minard im Jahr 2022, als sie bei den Mittelmeerspielen in Oran mit einer Weite von 56,22 m die Bronzemedaille hinter der Serbin Adriana Vilagoš und Eda Tuğsuz aus der Türkei gewann.
2022 wurde Minard französische Meisterin im Speerwurf.